# Metopoceras pilleti
Metopoceras pilleti là một loài bướm đêm trong họ Noctuidae.